# فيلاديلفيا (ميزوري)
</ref>}}
فيلاديلفيا، ميزوري فيلاديلفيا (بالإنجليزية: Philadelphia)‏ هي إحدى المجتمعات الفردية غير المصنفة في ولاية ميزوري في الولايات المتحدة الأمريكية.